# 妖刀制裁者
《妖刀制裁者》為日本漫畫家鈴木恭太郎的作品。於《『YOUNG KING OURs』》2010年5月號到11月號為隔號連載，同年12月號到2011年7月號為每號連載。現轉移至《月刊YOUNG KING》，預定於2011年9月號開始連載。

## 故事簡介
自小就感受到人們骯髒的一面的大學生─大森大樹，有著看到人釋放出來的「殺氣」的能力。
某天，一位看見他輕鬆躲過了跟蹤狂的刀子的少女，前來請求成為她的主人……

## 登場人物
大森大樹
被櫻選擇為新一任主人的大學生。有著與生俱來的將殺氣（惡意）視覺化的能力，能夠在他人不知情的情況下看出其黑暗面，大樹也在此一能力的影響下有著難以信任他人的傾向。
與藤堂的決鬥中被斬斷了雙手，在櫻與「獵刀」的交易下保住了一命。之後，有約一年半的時間在京香家裡開的劍道場鍛鍊自己，現與櫻以「獵刀」的外部協力者的身份活動著。
櫻
選擇了大樹為新一任主人的少女，是為了封印妖刀而被打造出來的「鞘」。於體內封印著被譽為「十六花閃」的一刀『永恆的櫻花』。胸部的罩杯為「NON」。
藤堂貴俊
藤乃的主人，所屬於「獵刀」。是對自己的武藝抱持著相當程度的自尊心的「武人」。
藤乃
與藤堂搭檔為一組的「鞘」。於體內封印著被譽為「十六花閃」的一刀『滿天的紫藤』。姿態與櫻同樣為年輕的少女，胸部的罩杯為「AAA」。
本間京香
大樹的女性朋友。家中開設有劍道的道場。自從被大樹救了之後就一直很在意他的樣子。胸部的罩杯為「D」。
瀧
桔香的主人，所屬於「獵刀」結梗組。包含自己在內所指揮的結梗組雖然擅長打鬥，但卻不擅長進行交涉。在與大樹單挑時，以強烈的直覺感受到了大樹陰暗的另一面。
桔香
與瀧搭檔為一組的「鞘」。於體內封印著被譽為「十六花閃」的一刀『暮色的桔梗』。表面個性輕浮實際上卻相當的愛撒嬌。胸部的罩杯為「B」。
若月
以刀的狀態沉眠於某戶人家裡的「鞘」。其姿態為成年的女性。正與該戶人家裡的祖母與孫子（父親出外賺錢中）生活著。
在與「獵刀」進行交涉的途中，被對立組織的流彈擊中而死亡，封印於體內的妖刀『後門的燕子花』也在同時被解放了出來。胸部的罩杯為「E」。
静
與「獵刀」對立的組織中的使用者持有的「鞘」。於體內封印著源義經揮舞過的妖刀『鬼一的睡蓮』。胸部的罩杯為「NON」。

## 用語
妖刀
在漫長歷史中持續奪取眾多生命並擁有了自我意識與肉體的「刀」。在妖刀之間的戰鬥中勝利的一方會吃掉對方的妖力來增強自己。
即使是在被「鞘」封印的狀態也依然有著違背常識的鋒利度，能夠輕易的斬斷鐵或石頭。
鞘
為了封印妖刀而製作的「人形的器具」。有著女性的外觀，會以自己的意識來選擇一同獵補妖刀的主人。除了妖刀以外也能保存「主人」的記憶，能夠以被稱為神通開封的現象來召喚出以前的「使用者」。
神通開封
為召喚出以前的「使用者」與「妖刀的分身」的秘奧。被召喚出來的「使用者」有著不滅的肉體，妖刀以外的武器沒辦法給予確實的傷害。在使用的同時「鞘」本身的生命會被啃蝕。
神通變顯
為故意解放妖刀的力量的祕奧。有著在水面製造出立足點，斬裂巨大建築物等能力。
使用者
與鞘締結契約成為了主人的人。於掌心會浮現代表為契約的證明的紋章，而拳頭也會成為能夠對妖刀造成傷害的武器。雖然多少能夠造成傷害，但要空手打倒拿著刀的對手並非能夠容易辦到的事。
獵刀
自古以來，隱藏著妖刀的存在並進行管理的國家機關。

## 單行本
| 冊數 | 少年畫報社     | 少年畫報社             | 東立出版社    | 東立出版社             |
| 冊數 | 初版發售日期   | ISBN                   | 初版發售日期  | ISBN                   |
| ---- | -------------- | ---------------------- | ------------- | ---------------------- |
| 1    | 2010年11月9日  | ISBN 978-4-7859-3503-0 | 2011年11月2日 | ISBN 978-986-10-7710-9 |
| 2    | 2011年5月9日   | ISBN 978-4-7859-3620-4 | 2011年11月2日 | ISBN 978-986-10-7990-5 |
| 3    | 2011年12月19日 | ISBN 978-4-7859-3755-3 | 2012年8月9日  | ISBN 978-986-10-9404-5 |
| 4    | 2012年7月30日  | ISBN 978-4-7859-3887-1 | 2013年5月9日  | ISBN 978-986-317-749-4 |

## 外部連結
- （日語）少年画報社 / comics 檢索（页面存档备份，存于）